# Pumiliopimoa parma
Pumiliopimoidae, Pumiliopimoa
Famille
Genre
Espèce
Pumiliopimoa parma, unique représentant du genre Pumiliopimoa et de la famille des Pumiliopimoidae, est une espèce fossile d'araignées aranéomorphes.

## Distribution
Cette espèce a été découverte dans de l'ambre de la mer Baltique. Elle date du Paléogène.

## Publication originale
- Wunderlich, 2008 : Descriptions of fossil spider (Araneae) taxa mainly in Baltic amber, as well as certain related extant taxa. Beiträge zur Araneologie, vol. 5, p. 44–139.